# Saulieu
Saulieu – miejscowość i gmina we Francji, w regionie Burgundia-Franche-Comté, w departamencie Côte-d’Or.
Według danych na rok 1990 gminę zamieszkiwało 2917 osób, a gęstość zaludnienia wynosiła 91 osób/km² (wśród 2044 gmin Burgundii Saulieu plasuje się na 68. miejscu pod względem liczby ludności, natomiast pod względem powierzchni na miejscu 147.).

## Współpraca
Miejscowości partnerskie:
- Caprino Veronese, Włochy
- Gau-Algesheim, Niemcy
- Philippeville, Belgia